# Södra Buktesttjärnen
Södra Buktesttjärnen är en sjö i Storumans kommun i Lappland och ingår i Umeälvens huvudavrinningsområde.